# Coompanion
Coompanion är en företagsrådgivare som finns över hela Sverige och specialiserar sig på kooperativt företagande och att hjälpa människor att starta företag tillsammans. Coompanion ger kostnadsfri företagsrådgivning för de som vill starta företag tillsammans med andra, men arbetar också med olika typer av utvecklingsarbete.
Kooperativt företagande är ett sätt att driva företag på ett demokratiskt sätt och syftar ofta på att tillgodose behov som finns i en grupp eller i samhället. Kooperativ drivs ofta som föreningar eller företag som ägs av sina medlemmar. Till skillnad från andra företag så har alla medlemmar en röst, oavsett vilken ekonomisk insats man gått in med.  
Coompanion finansieras bland annat av regionala organisationer, offentlig sektor, konsultintäkter och projektmedel från Europeiska unionen. Staten genom Tillväxtverket står för en stor del av finansieringen som gör att rådgivningen kan vara kostnadsfri. Verksamheten drivs utan enskilt vinstintresse. 

## Organisation och historia
Coompanion Sverige Ekonomisk förening vars tidigare namn var Lokala kooperativa utvecklingscentra (LKU). Medlemmar är landets 25 regionala Coompanion som finns i samtliga län i Sverige. Dessa är självständiga ekonomiska föreningar som ägs regionalt. 
Coompanion som helhet har cirka 900 medlemmar. Bland dessa finns små och stora kooperativa företag eller ekonomiska föreningar, kommuner, studieförbund med mera.

## Regionala Coompanionföreningar
- Coompanion Blekinge
- Coompanion Dalarna
- Coompanion Fyrbodal
- Coompanion Gotland
- Coompanion Gävleborg
- Coompanion Göteborgsregionen
- Coompanion Halland
- Coompanion Jämtlands län
- Coompanion Jönköping
- Coompanion Kalmar
- Coompanion Kronoberg
- Coompanion Norrbotten
- Coompanion Roslagen
- Coompanion Sjuhärad
- Coompanion Skaraborg
- Coompanion Skåne
- Coompanion Stockholmslän
- Coompanion Sörmland
- Coompanion Uppsala
- Coompanion Värmland
- Coompanion Västerbotten
- Coompanion Västernorrland
- Coompanion Västmanland
- Coompanion Örebro
- Coompanion Östergötland

## Årets kooperativa företag
En gång om året korar Coompanion årets kooperativ i Sverige. Utmärkelsen går till det kooperativa företag som bäst lyckats förena resultatorientering och mänsklighet.